# Payen Ier d'Haïfa
Payen Ier d'Haïfa, ou Payen Ier de Cayphas, mort après 1110, est un chevalier croisé franc, probablement d'origine occitane qui fut dans les États latins d'Orient seigneur d'Haïfa.
Il est probablement le fils ou un proche parent de Rohard Ier d'Haïfa, à qui il succède après sa mort en 1107 à la tête de la seigneurie d'Haïfa.
En 1109, il combat aux côtés de Tancrède de Hauteville au siège de Tripoli.
Il est mentionné pour la dernière fois dans un document du roi Baudouin Ier de Jérusalem daté du 28 septembre 1110, dans lequel le roi confirme entre autres la donation à l'ordre Hospitalier par Payen de la propriété d'un serf ainsi que de terres et de maisons à Haïfa et Capharnaum.
Rohard meurt après 1110. Son successeur en tant que seigneur d'Haifa est Vivian d'Haïfa, probablement son fils ou un proche parent. 